# Allensbach
Allensbach est une commune de Bade-Wurtemberg (Allemagne), située dans l'arrondissement de Constance, dans le district de Fribourg-en-Brisgau.
Un site d'habitat sur pilotis, ou palafitte, du lac de Constance à Strandbad est daté du milieu à la fin du Néolithique. Il est inclus au patrimoine mondial en 2011 dans l'ensemble des 111 « Sites palafittiques préhistoriques autour des Alpes ».

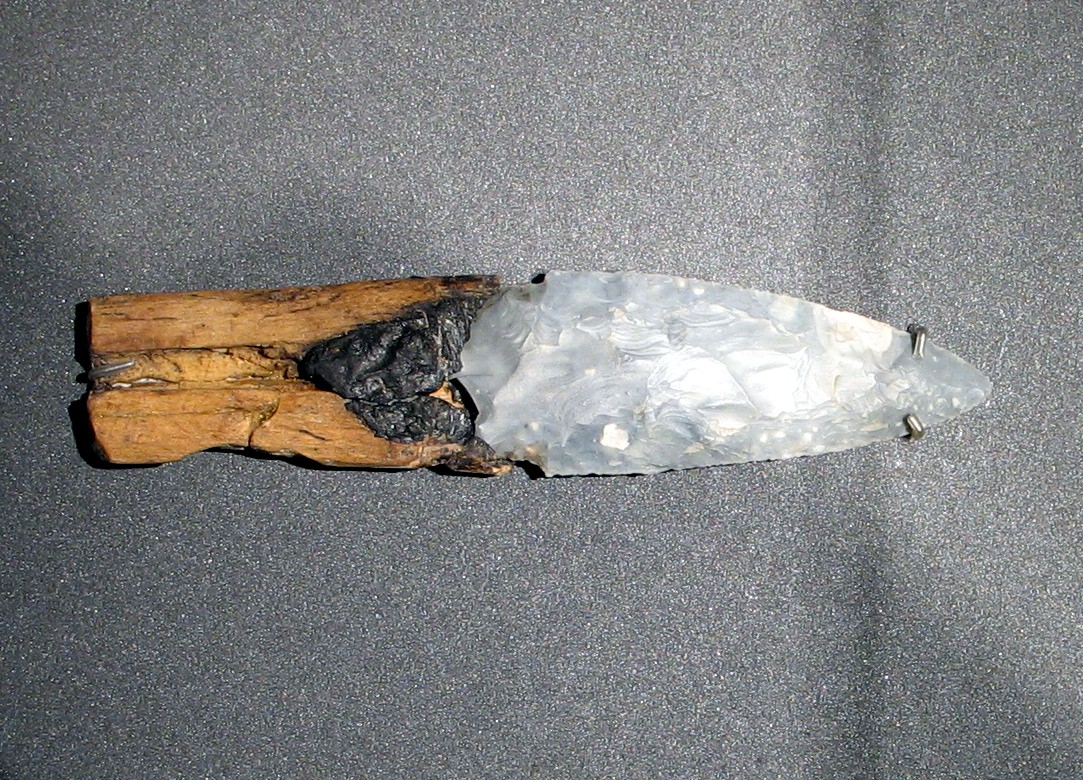
Poignard à lame en silex, emmanchement en bois de sureau avec brai de bouleau, daté entre 2800 et 3000 av. J.-C. Site palafitte d'Allensbach (lac de Constance).

## Personnalités liées à la ville
- Albert Kindler (1833-1876), peintre né à Allensbach.